# Monroe Township (Middlesex County, New Jersey)
Monroe Township ist ein Township im Middlesex County des Bundesstaats New Jersey in den USA. Das U.S. Census Bureau hat bei der Volkszählung 2020 eine Einwohnerzahl von 48.594 ermittelt.

## Geographie
Nach den Angaben des United States Census Bureaus hat die Stadt eine Gesamtfläche von 108,9 km², wovon 108,6 km² Land und 0,3 km² (0,24 %) Wasser ist.

## Demographie
Nach der Volkszählung von 2000 gibt es 27.999 Menschen, 12.536 Haushalte und 8.236 Familien in der Stadt. Die Bevölkerungsdichte beträgt 257,8 Einwohner pro km2. 93,31 % der Bevölkerung sind Weiße, 2,93 % Afroamerikaner, 0,06 % amerikanische Ureinwohner, 2,34 % Asiaten, 0,09 % pazifische Insulaner, 0,68 % anderer Herkunft und 0,60 % Mischlinge. 2,38 % sind Latinos unterschiedlicher Abstammung.
Von den 12.536 Haushalten haben 15,9 % Kinder unter 18 Jahre. 60,6 % davon sind verheiratete, zusammenlebende Paare, 3,9 % sind alleinerziehende Mütter, 34,3 % sind keine Familien, 32,0 % bestehen aus Singlehaushalten und in 28,0 % Menschen sind älter als 65. Die Durchschnittshaushaltsgröße beträgt 2,15, die Durchschnittsfamiliengröße 2,70.
16,0 % der Bevölkerung sind unter 18 Jahre alt, 4,2 % zwischen 18 und 24, 16,3 % zwischen 25 und 44, 20,0 % zwischen 45 und 64, 43,5 % älter als 65. Das Durchschnittsalter beträgt 59 Jahre. Das Verhältnis Frauen zu Männer beträgt 100:84,8, für Menschen älter als 18 Jahre beträgt das Verhältnis 100:79,3.
Das jährliche Durchschnittseinkommen der Haushalte beträgt 53.306 USD, das Durchschnittseinkommen der Familien 68.479 USD. Männer haben ein Durchschnittseinkommen von 56.431 USD, Frauen 35.857 USD. Der Prokopfeinkommen der Stadt beträgt 31.772 USD. 3,3 % der Bevölkerung und 1,3 % der Familien leben unterhalb der Armutsgrenze, davon sind 2,9 % Kinder oder Jugendliche jünger als 18 Jahre und 3,0 % der Menschen sind älter als 65.